# Lynn Thorndike

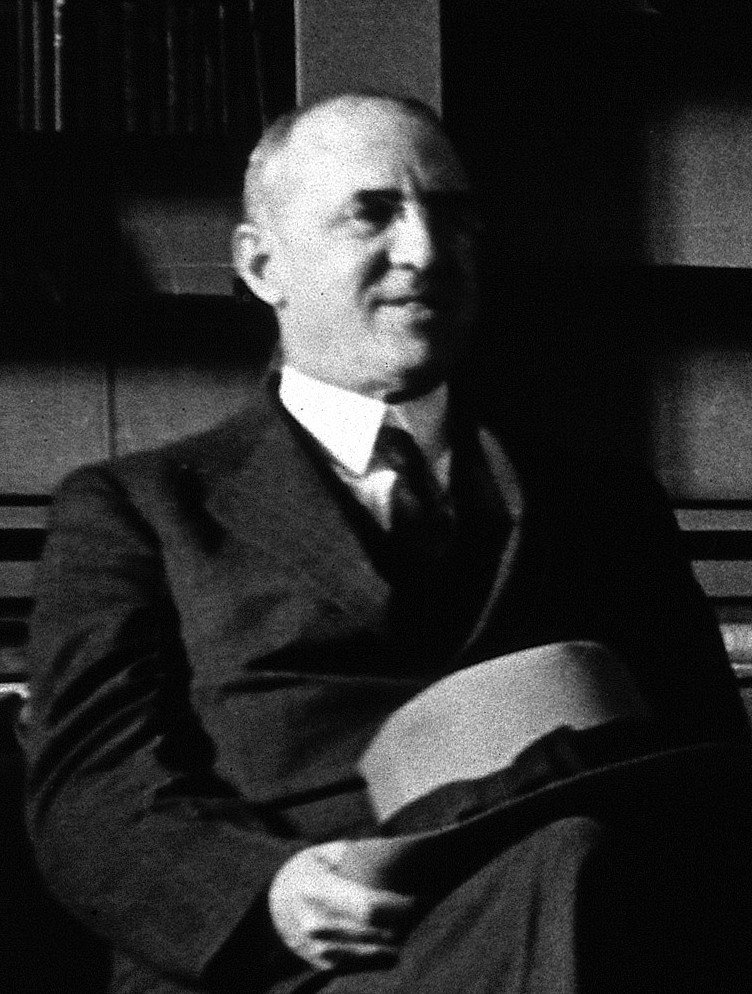
Lynn Thorndike, 1938.

Lynn Thorndike (Lynn, Massachusetts, 24 de julio de 1882 — Nueva York, 28 de diciembre de 1965) fue un historiador estadounidense de historia de la ciencia medieval y de la alquimia.

## Trayectoria
Thorndike estudió en la Universidad de Wesleyan (Middletown, Connecticut), hasta 1902, y luego estudió historia medieval en la Columbia University, donde se doctoró en 1905, con una tesis sobre "The Place of Magic in the Intellectual History of Europe".
Empezó a enseñar historia medieval en la Northwestern University, en 1907. Se trasladó a la Universidad Western Reserve, en 1909, donde permaneció hasta 1924. La Columbia University le llamó 1924 y allí enseñó hasta su retiro en 1950.
Pero Thorndike continuó publicando diez años más, y en 1957 recibió la medalla George Sarton de la "History of Science Society". Presidió la American Historical Association.
Entre sus libros destaca su monumental trabajo en ocho volúmenes, A History of Magic and Experimental Science (1923–1958).

## Obras
- The Place of Magic in the Intellectual History of Europe, The Columbia University Press, 1905 (tesis).
- The True Roger Bacon, 1916.
- The History of Medieval Europe, Houghton Mifflin Company, 1917.
- Medieval Europe, its Development & Civilization, George G. Harrap & Company Ltd., 1920.
- Galen: the man and his times, 1922.
- Peter of Abano: A Medieval Scientist, 1923.
- History of Magic and Experimental Science, 1923-1958, en 8 vols. (e.g. Volume I & Volume II, Volume V, Volume VI).
- A Short History of Civilization, 1926.
- Outline of Medieval and Modern History, 1929.
- Check-list of Rotographs in the History of Natural and Occult Science, 1934.
- University Records and Life in the Middle Ages, Nueva York, Columbia University Press, 1944.
- Dates in Intellectual History: the Fourteenth Century, 1945.
- Traditional Medieval Tracts Concerning Engraved Astrological Images, 1947.
- The Sphere of Sacrobosco and its Commentators, University of Chicago Press, 1949.
- Latin Treatises on Comets Between 1238 and 1368 A. D., University of Chicago Press, 1950.
- The Sixteenth Century, Nueva York, Columbia University Press, 1959.
- Science and Thought in the Fifteenth Century; Studies in the History of Medicine and Surgery, Natural and Mathematical Science, Philosophy, and Politics, 1963.
- Michael Scot, Nelson, 1965.